# Plectorhinchus ceylonensis
Plectorhinchus ceylonensis es una especie de peces de la familia Haemulidae en el orden de los Perciformes.

## Morfología
• Los machos pueden llegar alcanzar los 44 cm de longitud total.

## Distribución geográfica
Se encuentra en Sri Lanka.